# Stomatol-Leuchtreklame

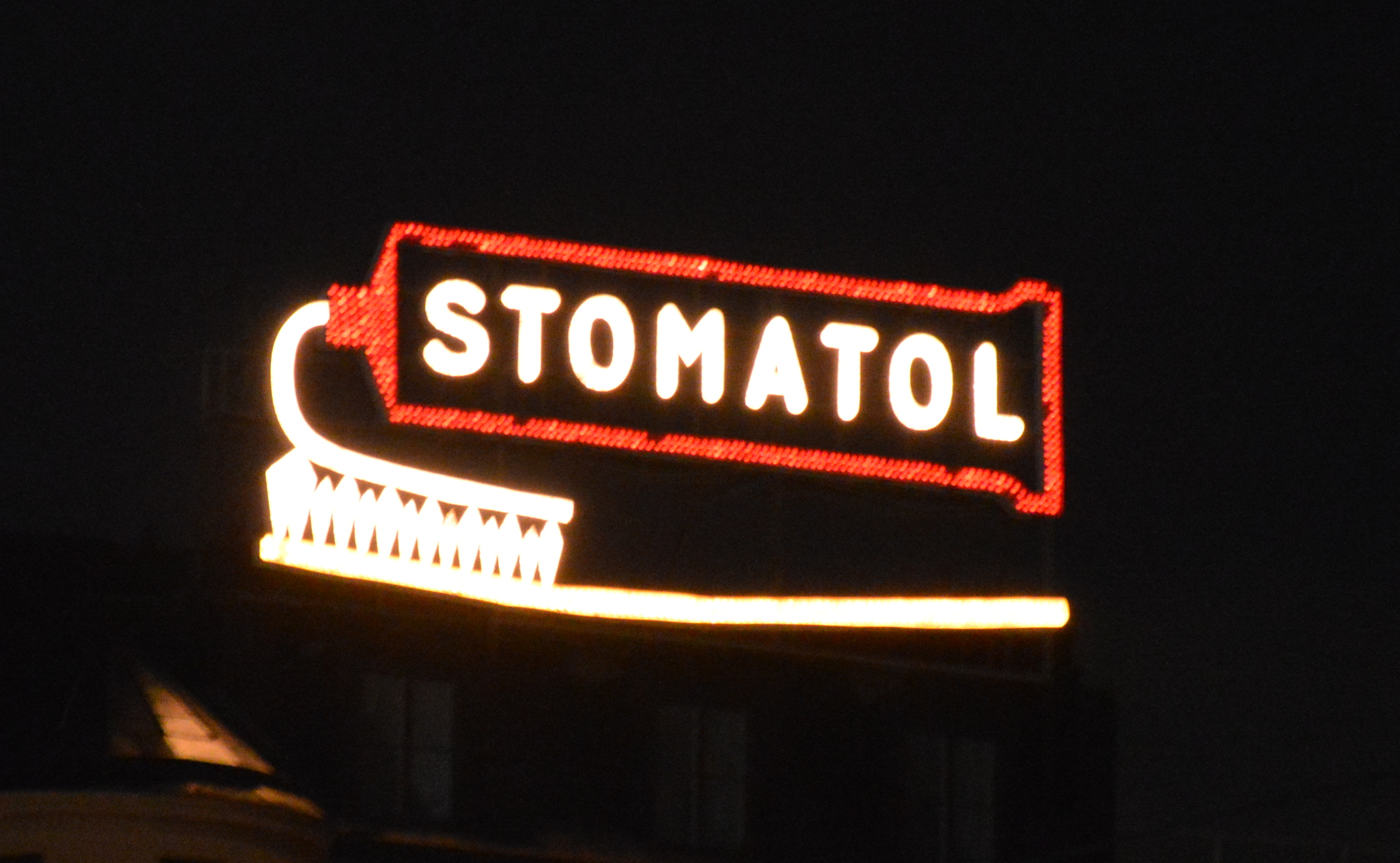
Stomatol-Leuchtreklame

Die Stomatol-Leuchtreklame ist die erste und älteste erhaltene bewegte Leuchtreklame in Schweden.
Sie ist ein Wahrzeichen Stockholms und befindet sich am Nordufer Södermalms, oberhalb des Slussen auf dem Gebäude Klevgränd 1B und ist weithin, insbesondere auch von Gamla Stan aus, sichtbar.
Die Leuchtreklame besteht aus 1361 25 Watt-Lampen in rot, gelb und weiß. Sie wirbt für die Zahnpasta der Marke Stomatol und wurde am 22. November 1909 zunächst auf der Fahrstuhlanlage Katarinahissen montiert, 1933 dann auf ihren jetzigen Standort umgesetzt. Entworfen wurde sie vom Künstler Mauritz Larsson. Obwohl der Leuchtreklame ein kulturhistorischer Wert beigemessen wird, ist eine Unterschutzstellung nach schwedischem Denkmalrecht nicht möglich. Von 1963 bis 1972 und von 1981 bis 1986 war die Stomatol-Leuchtreklame wegen ihres schlechten Erhaltungszustandes nicht in Betrieb. Seit dem 12. Dezember 1986 leuchtet sie nach einer Instandsetzung jedoch wieder.
Bei der Leuchtreklame erscheint zunächst der Umriss einer Zahnpastatube in der dann nacheinander die Buchstaben des Schriftzuges STOMATOL aufleuchten. Sodann leuchtet darunter eine Zahnbürste auf, auf die dann Zahnpasta aus der Tube kommt.